# Overwinteren

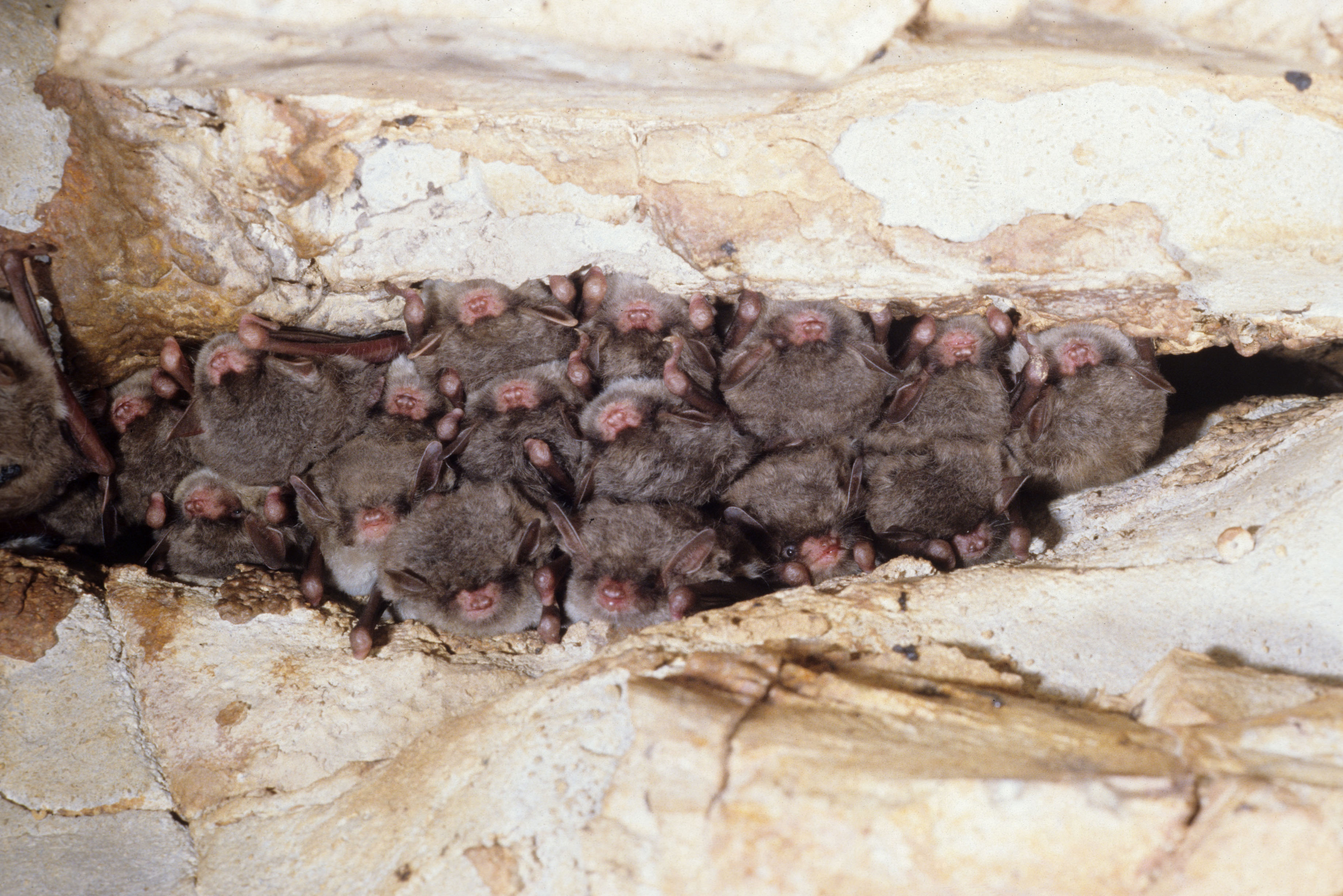
vleermuizen in winterslaap

Overwinteren is het proces waarbij sommige organismes de winter doorkomen, of de periode van het jaar uitzitten waarin winterse omstandigheden (zoals temperaturen onder de nul graden, ijs, sneeuw, beperkte voedselvoorraad) normale activiteiten of zelfs overleving moeilijk maken. In sommige gevallen wordt "winter" niet gekenmerkt door koude, maar door droge omstandigheden. Zulke periodes doorkomen kan ook overwinteren worden genoemd. De twee belangrijkste manieren waarop overwinteren wordt bereikt zijn winterslaap en migratie.

## Dieren

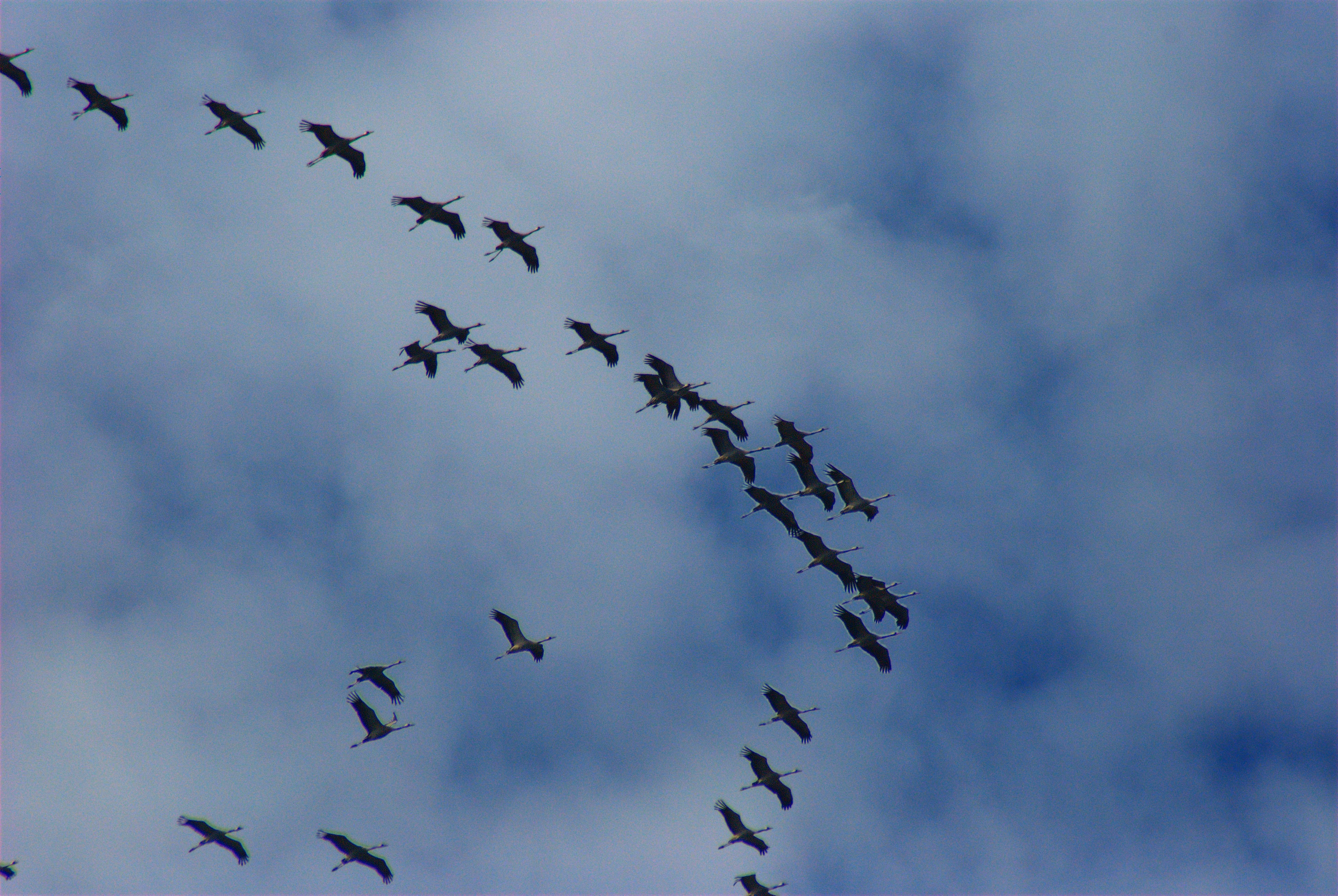
Kraanvogels boven Spanje die migreren naar het noorden

- In de entomologie is overwinteren de manier waarop insecten de winter doorkomen. Insecten doen dit door te schuilen in gebouwen, onder boomstammen of onder gevallen bladeren of ander plantaardig materiaal op de grond. Bijna alle activiteit van het insect stopt tot de omstandigheden gunstiger zijn.
- Bij vlinders is hoe zij de winter doorkomen erg afhankelijk van de soort waartoe zij behoren. Ook is er hierin een verschil tussen dagvlinders en nachtvlinders.
- Veel vogels migreren en overwinteren in regio's waar de temperaturen hoger zijn of waar voedsel makkelijker beschikbaar is. Deze migratie heet de vogeltrek.

## Planten

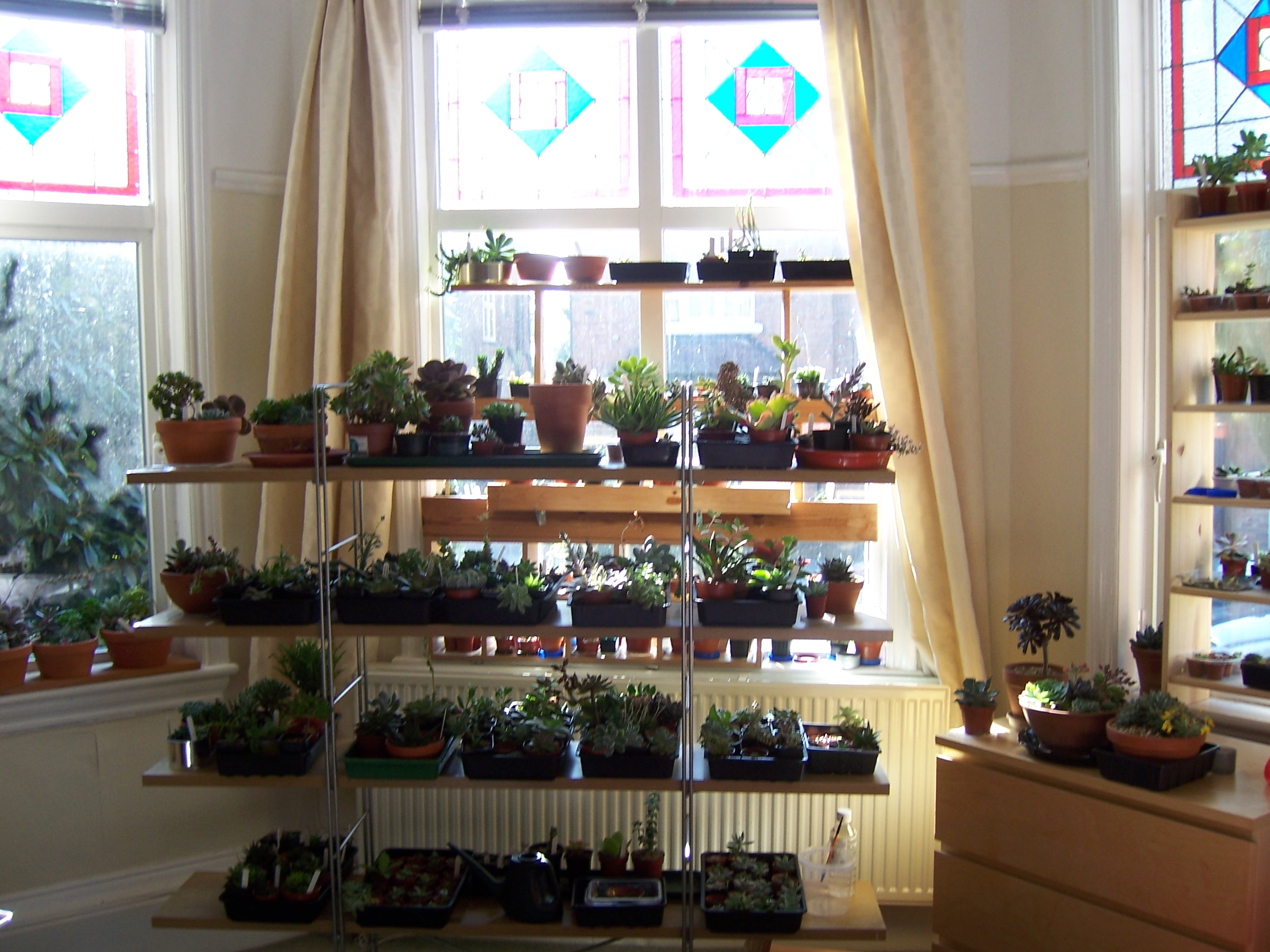
Overwintering van planten binnenshuis

- Van planten wordt soms gezegd dat ze overwinteren. Voor planten betekent overwinteren vaak een beperkte aanvoer van water en een verminderde blootstelling aan licht. Op zulke momenten is de groei van plantaardig weefsel en van het voortplantingssysteem minimaal of zelfs helemaal gestopt.
- In de fytopathologie betekent overwinteren dat een plantenziekte de winter overleeft. In deze tijd, wanneer het gewas dat dient als gastheer niet groeit, maakt de ziekte gebruik van een andere gastheer, leeft het vrij in de grond of overleeft het op plantenafval, zoals afgedankte aardappelen.
- Planten die door mensen worden verzorgd, worden als het nodig is in de winter beschermd. Dit kan door de planten binnen in huis te zetten of ze te laten overwinteren in een oranjerie (ook wel wintertuin genoemd).

## Mensen

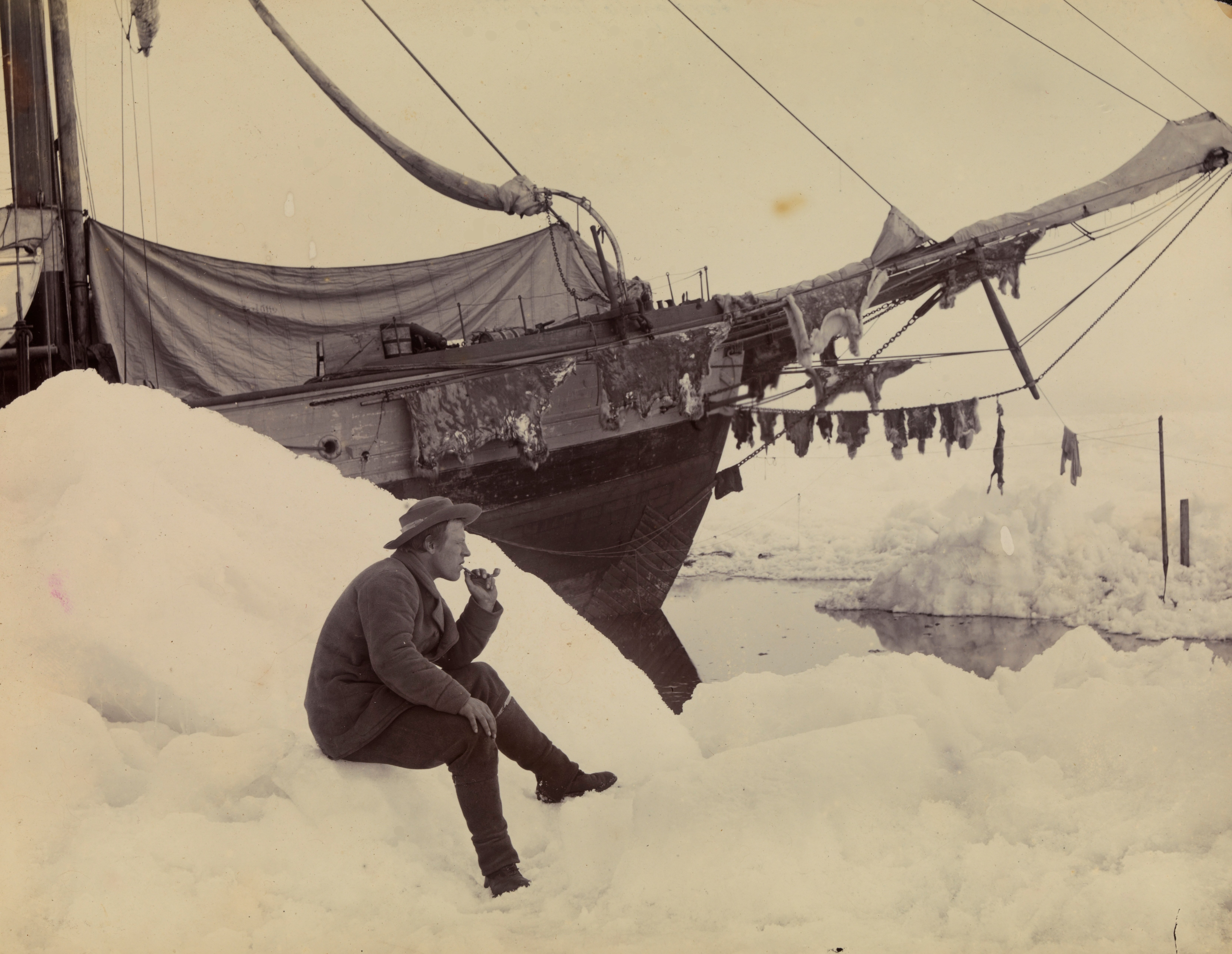
Het poolexpeditieschip Fram ingesloten in het ijs

- Tijdens verkenningstochten in onbekende gebieden op aarde moesten mensen in het verleden de winter doorstaan op plekken die niet bij uitstek geschikt waren om de winter door te komen. Heden ten dage geldt dit evenzo voor onderzoekers in de Noordpool- en Zuidpoolgebieden.
- Tegenwoordig zijn er mensen uit koudere regio's en landen die naar warmere gebieden trekken om de winter door te komen. Een voorbeeld hiervan zijn mensen die in de wintermaanden naar onder andere Spanje trekken, onder andere vanuit Nederland en België. Dit zijn vaak pensionado's die geen verplichtingen, zoals bijvoorbeeld werk, meer hebben. Ook in koudere gebieden in Noord-Amerika zijn er mensen die in de wintermaanden naar bijvoorbeeld Florida, Arizona of New Mexico trekken.